# 船津浩一
船津 浩一（ふなつ こういち、1960年 - ）は、テレビ朝日制作2部に所属するテレビドラマプロデューサー。
2007年に共同テレビジョンの子会社・ベイシスから移籍。

## 主な作品

### テレビドラマ

#### ベイシス（旧：共同スタッフ）時代
プロデュース
- 悪いこと（1992年、フジテレビ）
- Trap-TV（1993年、フジテレビ）
- ショムニ・第1シーズン（1998年、フジテレビ）
- 走れ公務員!（1998年、フジテレビ）
- ショムニ・第2シーズン（2000年、フジテレビ）
- マリア（2001年、TBS）
- 恋ノチカラ（2002年、フジテレビ）
- ショムニファイナル（2002年、フジテレビ）
- ツーハンマン（2002年、テレビ朝日）
- WATER BOYS（2003年、フジテレビ）
- WATER BOYS2（2004年、フジテレビ）
- WATER BOYS 2005夏（2005年、フジテレビ）
- 熟年離婚（2005年、テレビ朝日）
- ビバ!山田バーバラ（2006年、テレビ朝日）
- 役者魂!（2006年、フジテレビ）
- ホテリアー（2007年、テレビ朝日）

制作補
- バケルくん（1987年、フジテレビ）
- 宇宙少女モルモ10分の1（1987年、フジテレビ）

#### テレビ朝日
プロデュース
- パズル（2008年）
- ギラギラ（2008年）
- 警部補 矢部謙三（2010年）
- 味いちもんめ（2011年）
- ストレンジャー〜バケモノが事件を暴く〜（2016年）
- 静おばあちゃんにおまかせ（2018年）

### バラエティ

#### ベイシス（旧：共同スタッフ）時代
プロデュース
- アメリカの夜（1991年、フジテレビ）
- 征服王（1992年、フジテレビ）
- Revolution No.8（1994年、フジテレビ）

制作補
- 完全走破!上野〜札幌寝台特急北斗星の旅(1988年、フジテレビ)